# Lampo (1931)
Lampo – włoski niszczyciel z okresu międzywojennego i II wojny światowej, główny okręt typu Folgore (Dardo II serii). Nosił znak burtowy: LP. Zbudowany w Neapolu we Włoszech, zwodowany w 1931 roku, wszedł do służby w marynarce włoskiej Regia Marina w 1932 roku. Walczył podczas wojny na Morzu Śródziemnym. Zatopiony 30 kwietnia 1943 roku.
Uzbrojenie stanowiły cztery armaty kalibru 120 mm w zdwojonych stanowiskach i sześć wyrzutni torped oraz małokalibrowa artyleria przeciwlotnicza, której skład był zmienny. Jego wyporność standardowa wynosiła 1238 ton, a pełna około 2000 ton. Napęd stanowiły turbiny parowe, prędkość projektowa wynosiła 38 węzłów, lecz realna podczas wojny około 30 węzłów.

## Projekt i budowa
„Lampo” należał do typu czterech włoskich niszczycieli, znanego w literaturze jako typ Folgore, określanego też przez marynarkę włoską jako druga seria typu Dardo. Stanowiły modyfikację konstrukcji typu Dardo (Frecchia), w której zmniejszono szerokość kadłuba o pół metra, aby zwiększyć prędkość. Oprócz tego turbiny parowe systemu Parsonsa zamieniono na turbiny Belluzzo. O budowie czterech zmodyfikowanych okrętów zdecydowano w październiku 1929 roku, jeszcze przed wodowaniem pierwszych okrętów typu Dardo. Zmniejszenie szerokości spowodowało zmniejszenie pojemności burtowych zbiorników paliwa o ok. 100 ton i zmniejszenie zasięgu, oraz pogłębiły się problemy ze statecznością, jakie miały już niszczyciele typu Dardo, co spowodowało konieczność zmian po zbudowaniu i dodania balastu. 
„Lampo” został zamówiony razem z bliźniaczym „Folgore” w stoczni Officine & Cantieri Partenopei (dawnej Pattison) w Neapolu. Stępkę pod oba położono 30 stycznia 1930 roku. Wodowany był 26 lipca 1931 roku. 6 czerwca 1932 roku „Lampo” odbył próby morskie. Nazwa „Lampo” oznaczała: błyskawica. Otrzymał znak burtowy od skrótu nazwy: LP. W odróżnieniu od typu poprzedzającego, niszczyciele typu Folgore i dwóch kolejnych nie miały indywidualnych dewiz, jedynie dywizjonowe (w tym przypadku Fulgor in hostem, z łac. „Piorunem we wroga”).

## Skrócony opis

### Opis ogólny
Niszczyciele typu Folgore miały stalowy kadłub z podwyższonym pokładem dziobowym. Sylwetka okrętów wyróżniała się pojedynczym szerokim kominem i zastosowaniem dwóch dwudziałowych stanowisk armat na pokładzie dziobowym i nadbudówce rufowej. „Folgore” i „Lampo” budowane w Neapolu odróżniały się od drugiej pary graniastą ścianą przednią nadbudówki dziobowej (jak w typie Dardo) zamiast zaokrąglonej i minimalnie mniejszą długością. Wyporność standardowa wynosiła 1230 ton, normalna 1665 t, a pełna 1890 t. Podczas wojny, po modernizacjach uzbrojenia i wyposażenia wyporność pełna okrętów sięgała ok. 2100 ton. Długość całkowita „Lampo”  wynosiła 96,05 m, a na linii wodnej 94,25 m, natomiast szerokość wynosiła 9,28 m, a na linii wodnej 9,2 m. Zanurzenie wynosiło 3,02 m przy wyporności standardowej i 4,5 m przy pełnej.
Załoga etatowo składała się początkowo ze 165 osób, w tym 6 oficerów. Podczas wojny liczebność załogi rosła w przypadku „Lampo” do 213 osób w 1943 roku.
Okręty typu Folgore były napędzane przez dwa zespoły turbin parowych systemu Beluzzo z przekładniami, zasilane przez trzy kotły wodnorurkowe o ciśnieniu roboczym 22 atmosfer, poruszające dwie trzyłopatowe śruby. Kotły i turbiny były wyprodukowane przez stocznię budującą okręt. Projektowa moc wynosiła 44 000 KM, a prędkość maksymalna 38 węzłów. Na próbach „Lampo” przekroczył moc projektową i rozwinął średnią prędkość 38,8 w, ale w stanie lekkim przy wyporności 1407 ton. Typowo okręty tego typu w realnych warunkach rozwijały podczas służby prędkość nie większą niż 34 węzły, która u progu II wojny światowej na skutek zużycia mechanizmów spadła do 30–31 węzłów. Normalny zapas paliwa płynnego wynosił 192–400 ton, a pełny 462–530 ton. Zasięg wynosił początkowo 3600 mil morskich przy prędkości 12 węzłów, 3200 Mm przy 16 w, 1500 Mm przy 24 w lub 640 mil przy 32 węzłach.

### Uzbrojenie i jego zmiany
Główną artylerię stanowiły cztery armaty kalibru 120 mm Ansaldo model 1926 o długości lufy L/50 (50 kalibrów). Podwójne podstawy dział model 1926 lub 1931 z maskami ochronnymi (dłuższymi w drugim wypadku) umieszczone były na pokładzie dziobowym i na niskiej nadbudówce na rufie. Kąt podniesienia lufy wynosił w pierwszym przypadku do +45°, a w drugim do 35°. Działa strzelały pociskami przeciwpancernymi o masie 23,4 kg, burzącymi lub zapalającymi o masie 22,8 kg i oświetlającymi. Strzelały one na odległość do ok. 18 km. Amunicja była rozdzielnego ładowania, przy czym ładunek miotający umieszczony był w łusce. Teoretycznie szybkostrzelność wynosiła do 7–8 strzałów na minutę, lecz w praktyce wynosiła ok. 6 (salwy co 10 sekund). Zapas amunicji wynosił etatowo 800 pocisków (200 na lufę).
Uzbrojenie przeciwlotnicze początkowo stanowiły dwa działka automatyczne kalibru 40 mm Vickers-Terni model 1917 o długości lufy L/39, na podstawach model 1930, umieszczone po obu burtach na pokładzie górnym za kominem. Uzupełniały je cztery karabiny maszynowe kalibru 13,2 mm Breda, podwójnie sprzężone w dwóch stanowiskach na skrzydłach dachu nadbudówki dziobowej. Okręty miały też dwa karabiny maszynowe kalibru 8 mm Breda na przenośnych lawetach. W grudniu 1940 roku „Lampo” poddano modernizacji uzbrojenia, zdejmując wszystkie działka 40 mm i karabiny maszynowe 13,2 mm, zamiast których montowano sześć działek automatycznych 20 mm Breda model 1935 L/65 (dwie podwójne podstawy na burtach na końcach pokładu dziobowego i dwa pojedyncze w miejscu km-ów 13,2 mm). W listopadzie 1942 roku zdjęto także dalmierz na śródokręciu, na platformie którego dodano podwójne działko 20 mm.
Uzbrojenie torpedowe stanowiło sześć wyrzutni torpedowych kalibru 533 mm w dwóch potrójnych aparatach torpedowych na pokładzie na śródokręciu. Początkowo okręty typu Folgore miały tylko jedną zrzutnię bomb głębinowych na rufie. Począwszy od 1937 roku okręty zaczęły być wyposażane w dwie zrzutnie bomb głębinowych na rufie (na trzy bomby o masie 100 kg albo sześć o masie 50 kg każda). Wszystkie okręty były wyposażone w demontowane tory minowe na pokładzie, na których można było zabierać do 52 min kotwicznych typu Bollo, co jednak w praktyce nie było stosowane z uwagi na pogorszenie stateczności. Okręty typu Folgore były ponadto od 1937 roku wyposażane w dwa trały typu C z żurawikami do ich obsługi na rufie. Trały były demontowane na początku 1942 roku. Na początku 1942 roku zamiast trału „Lampo” otrzymał holowane miny przeciw okrętom podwodnym. 

### Wyposażenie
System kierowania ogniem obejmował przede wszystkim dalocelownik SDT na dachu nadbudówki dziobowej, z dwoma stereoskopowymi dalmierzami optycznymi o bazie 3 m i celownikiem APG. Na platformie przed masztem, mieszczącej stanowisko starszego oficera artyleryjskiego, znajdował się inklinometr służący do oceny kąta kursowego celu. Na pokładówce na śródokręciu był trzeci rezerwowy dalmierz 3-metrowy, demontowany podczas wzmacniania uzbrojenia przeciwlotniczego w 1942 roku. Okręt miał jeden reflektor o średnicy 90 cm na platformie nad stanowiskiem obserwacyjnym nadbudówce.
Okręty typu Folgore wyposażone były w radiostacje do łączności telegraficznej, z anteną rozciągniętą między masztem dziobowym i rufowym. Od końca lat 30. wyposażano je też w radiostacje RM.4 krótkiego zasięgu do łączności fonią, z antenami na mostku. Część okrętów otrzymała wówczas radionamierniki. Do wykrywania okrętów podwodnych służył tylko szumonamiernik. W skład wyposażenia ponadto wchodziła aparatura do stawiania parowej zasłony dymnej montowana w kominie oraz generatory chemiczne zasłony dymnej na rufie.

### Malowanie
Początkowo niszczyciele były malowane w części nadwodnej na kolor jasny popielatoszary, z ciemnym ołowianoszarym pokładem, a część podwodna była malowana na ciemnnozielono. Na burtach w okolicy dział dziobowych i na rufie malowano na czerwono litery identyfikacyjne. Na początku wojny od lipca 1940 roku na pokłady na dziobie naniesiono biało-czerwone skośne pasy dla identyfikacji z powietrza. Na początku 1942 roku „Lampo” otrzymał kontrastowy kamuflaż, z plam ciemnoszarych i popielatoszarych z prostymi liniami podziału, z krańcami kadłuba w kolorze brudnobiałym na – przy czym na okręcie tym ciemne plamy tworzyły liczne cienkie ostre wielokąty.

## Służba

### Okres międzywojenny
„Lampo” został wcielony do służby w Regia Marina 13 sierpnia 1932 roku. Razem z innymi okrętami tego typu był przydzielony do 8. dywizjonu (squadriglia) niszczycieli. Podczas hiszpańskiej wojny domowej pełnił służbę na wodach Hiszpanii, biorąc udział w „patrolach neutralności”, a faktycznie wspierając nacjonalistów. „Lampo” odbył pierwszy rejs tego typu w październiku 1936 roku, odwiedzając Barcelonę i Baleary. Dowódcą był wtedy kmdr ppor. Francesco Gatteschi. Patrolował tam również w ramach blokady morskiej w związku z podjęciem ofensywnych działań przeciw żegludze latem 1937 roku. 23 listopada 1938 roku podczas ćwiczeń na Morzu Jońskim „Lampo” zderzył się z krążownikiem „Pola”, tracąc część dziobową. Remont w Tarencie trwał do 22 maja 1939 roku.

### II wojna światowa

#### 1940 rok
Po przystąpieniu Włoch do II wojny światowej 10 czerwcu 1940 roku „Lampo” nadal wchodził w skład 8. dywizjonu niszczycieli, bazującego w Tarencie i przydzielonego do 5. dywizjonu okrętów liniowych. Dowódcą był kmdr por. Luigi Guida. Wziął udział w pierwszej fazie bitwy koło przylądka Stilo, wychodząc 7 lipca 1940 roku w morze w eskorcie pancerników „Conte di Cavour” i „Giulio Cesare”. Przed głównym starciem jednak, 9 lipca rano, 8. dywizjon został odesłany do portu w celu uzupełnienia paliwa. „Lampo” z 8. dywizjonem eskortował pancernik „Caio Duilio” podczas operacji 30 sierpnia – 1 września, bez starć z nieprzyjacielem. Podczas remontu w grudniu 1940 roku „Lampo” poddano modernizacji uzbrojenia przeciwlotniczego.

#### 1941–1942
Od początku 1941 roku, w związku z wycofaniem starszych pancerników do II linii, wszystkie niszczyciele typu Folgore zostały skierowane do zadań osłony konwojów z zaopatrzeniem i wojskiem z Włoch do północnej Afryki, przydzielone do grupy niszczycieli eskortowych. Według niektórych źródeł, 27 marca 1941 roku „Lampo” brał udział w eskorcie konwoju pięciu niemieckich transportowców z Neapolu do Trypolisu, atakowanego 28 marca wieczorem przez brytyjski okręt podwodny HMS „Utmost”, który zatopił statek „Heraklea” i uszkodził „Ruhr”.

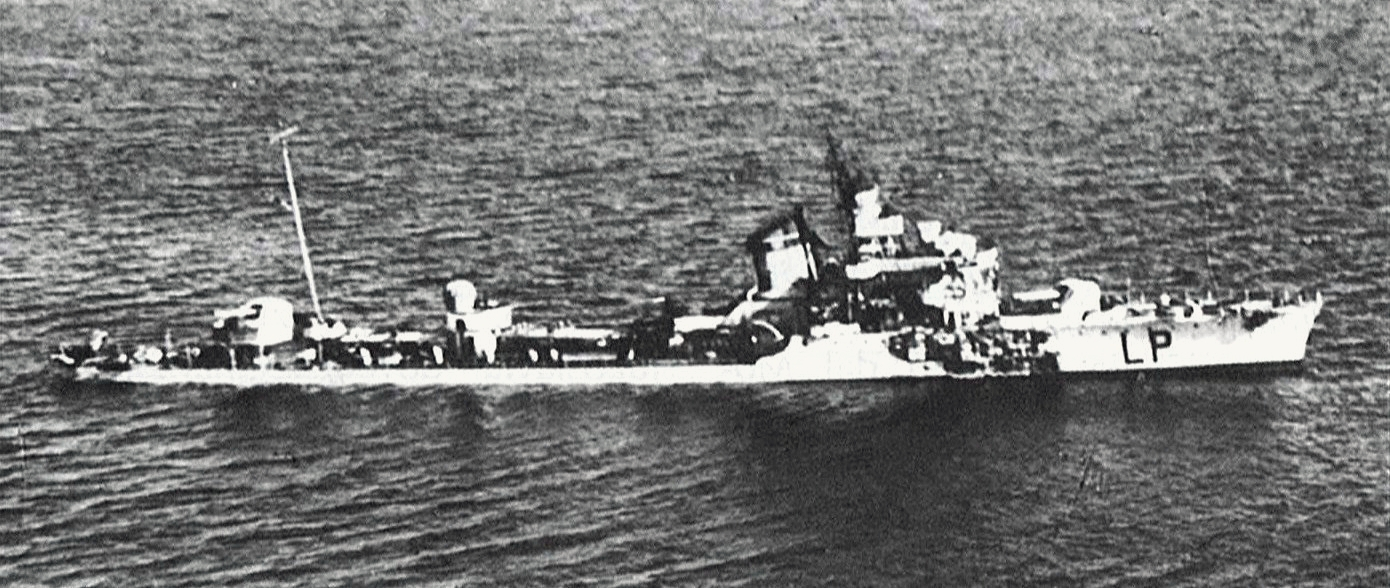
„Lampo” uszkodzony na mieliźnie po bitwie koło wysp Kerkena

W drugim tygodniu kwietnia „Lampo” eskortował konwój powrotny czterech dużych transportowców wojska z Trypolisu do Neapolu, który dopłynął bez strat. 16 kwietnia „Lampo” wchodził w skład eskorty konwoju „Tarigo”, rozbitego w nocy w okolicy wysp Kerkena przez brytyjskie niszczyciele. Sam został uszkodzony i wyrzucił się na mieliznę w celu uchronienia przed zatonięciem. 11 sierpnia 1941 roku został podniesiony i odholowany do remontu w Palermo, ukończonego 18 maja 1942 roku.
W 1943 roku „Lampo” używany był do eskorty statków i zaopatrywania wojsk Osi w Tunezji. 17 lutego 1943 roku eskortował samotnie statek „Col di Lana” z Tunisu, przewożący m.in. jeńców alianckich, który po północy został storpedowany i zatopiony przez brytyjskie samoloty. Z uwagi na ataki lotnicze, „Lampo” mógł uratować niewielu rozbitków, po czym odszedł do Palermo. Podczas rejsu do Tunisu z zaopatrzeniem na pokładzie 30 kwietnia, z niszczycielem „Leone Pancaldo” i niemieckim „Hermesem”, zespół był kilkakrotnie atakowany przez lotnictwo. Najpierw został zatopiony „Pancaldo”, następnie uszkodzony „Hermes”, po czym ok. 17 został ciężko uszkodzony „Lampo”. O 17:35 dowódca rozkazał opuścić okręt, po czym był on dalej atakowany przez lotnictwo i o 19:12 zatonął. Zginęło ok. 60 osób z 213 załogi.
We włoskiej służbie podczas wojny okręt 137 razy wychodził w morze i przepłynął 36 651 mil morskich, w czasie 3012 godzin w morzu. W tym, 3 razy wychodził w celu osłony okrętów, 62 razy w celu konwojowania, 10 razy na poszukiwanie okrętów podwodnych.